# NGC 6995
NGC 6995 је емисиона маглина у сазвежђу Лабуд која се налази на NGC листи објеката дубоког неба.
Деклинација објекта је + 31° 14' 0" а ректасцензија 20h 57m 10,0s. Привидна величина (магнитуда) објекта NGC 6995 износи 8,9 а фотографска магнитуда 7,0. NGC 6995 је још познат и под ознакама CED 182C, Veil nebula.